# Шостосічнева диктатура

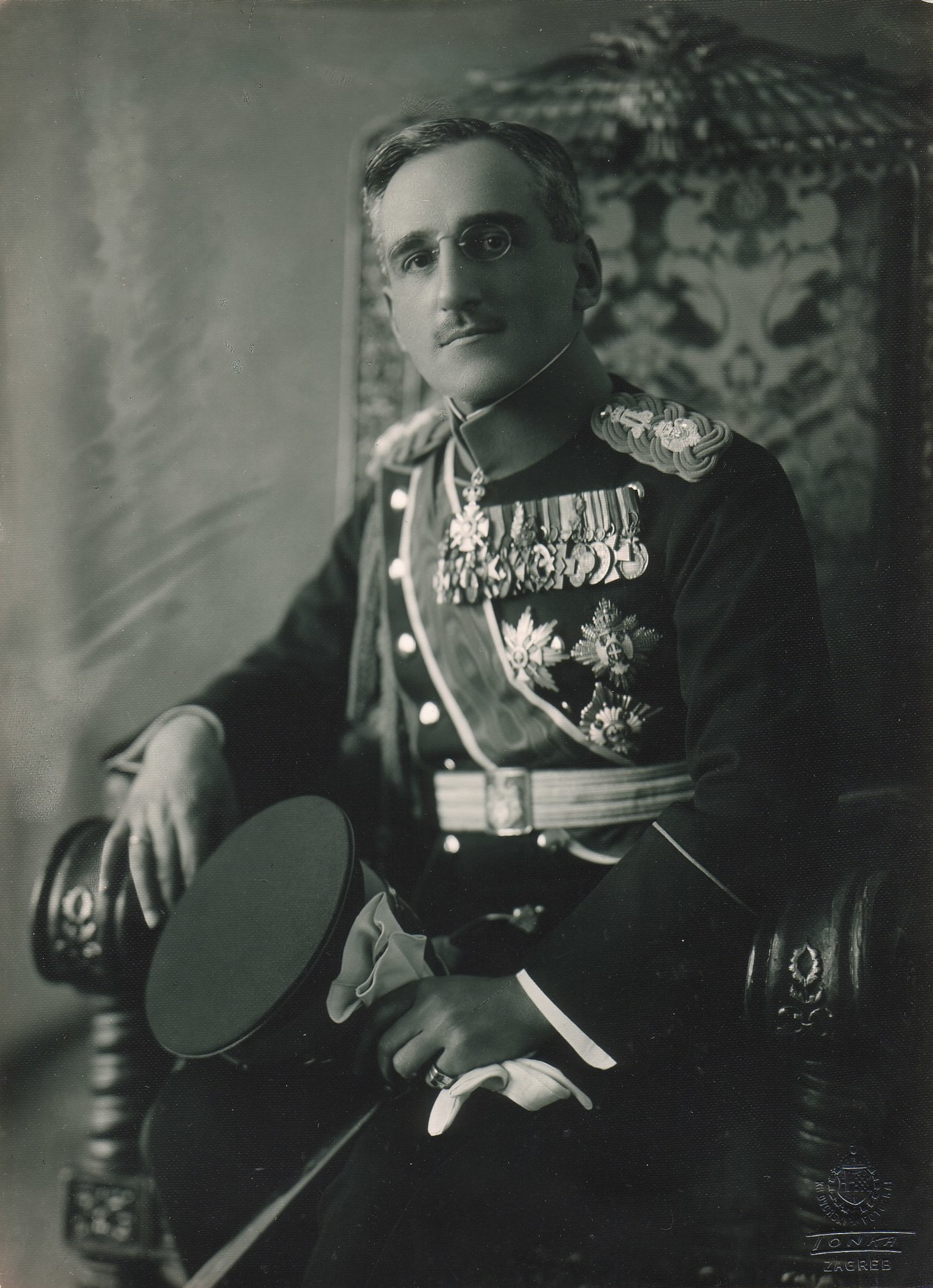
Король Олександр I Карагеоргієвич

Шостосічнева диктатура або диктатура 6 січня — встановлення 6 січня 1929 року в Королівстві Сербів, Хорватів і Словенців політичного режиму абсолютної влади короля Олександра I Карагеоргієвича.
Диктатура була встановлена шляхом розпуску парламенту країни — Народної Скупщини. Були заборонені політичні партії, профспілки, релігійні організації, заборонено проведення політичних зборів, введена цензура. Проголошувалась ідеологія інтегрального югослов'янства.
Офіційно диктатура припинила дію після прийняття 3 вересня 1931 року Вересневої конституції, але де-факто продовжувала діяти до вбивства 9 жовтня 1934 року короля Олександра I та проведення парламентських виборів у 1935 році.

## Передумови
Олександр I прагнув створити єдину югославську націю, знищивши національну відмінність, але це викликало протидію з різних національних таборів. Сербська Народна радикальна партія вважала, що серби повинні відігравати головну роль у житті країни. Хорватська селянська партія, критикуючи сербський гегемонізм, розпалювала сепаратистські настрої серед хорватів. Відсутність єдності гальмувала розвиток держави в усіх напрямках.
11 вересня 1927 року пройшли парламентські вибори в Королівстві Сербів, Хорватів і Словенців. Більшість у парламенті залишила за собою сербська Народна радикальна партія. Друге місце за кількістю отриманих депутатських мандатів зайняла Хорватська селянська партія, яка разом із Самостійною демократичною партією сформувала опозиційну коаліцію.
Сербські депутати вважали, що влада в Югославії повинна бути якомога більш централізованою замість запровадження окремих регіональних урядів, і що треба втілювати великосербську національну концепцію концентрованої влади в руках Белграда. Стратегія опозиції полягала в бойкотуванні парламентських сесій, не дозволяючи сербським політикам продовжувати зміцнювати владу, що також створювало політичну нестабільність і ворожнечу.

### Вбивство Степана Радича

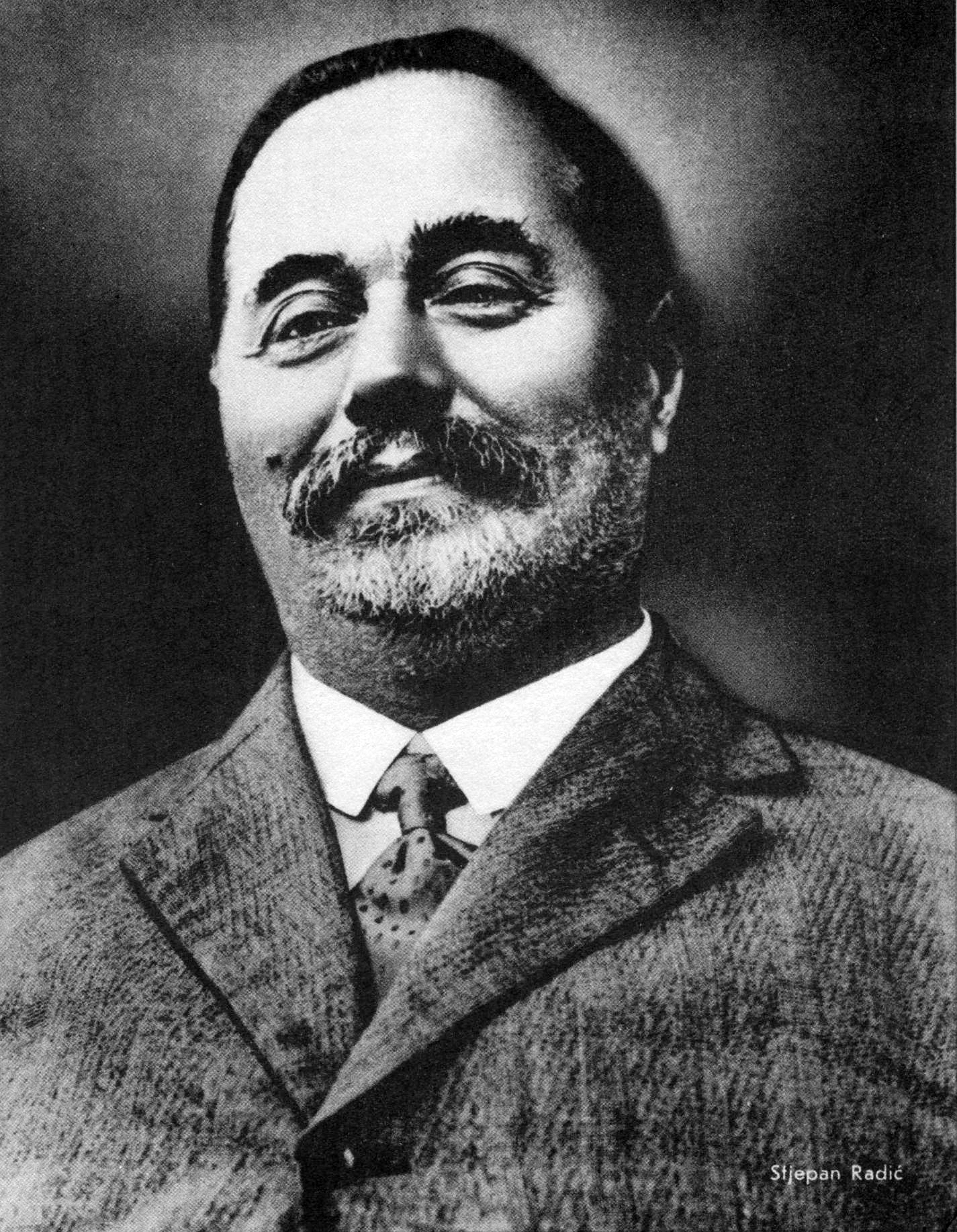
Степан Радич, лідер Хорватської селянської партії

19 червня 1928 на засіданні Народної скупщини лідер Хорватської селянської партії депутат Степан Радич виступив із нападками на депутатів правлячої більшості за те, що ті були відсутні під час дебатів і поверталися лише на голосування. Сербський депутат від Чорногорії, член Народної радикальної партії ультранаціоналіст Пуніша Рачич та інший радикал Тома Попович гнівно відреагували на це, накинувшись на Радича з кулаками, а коли їх відтіснили, Пуніша Рачич продовжував погрожувати Радичу.
Наступного дня, 20 червня, на парламентській сесії хорват Любомир Маштович виголосив промову з протестом проти погроз смертю, які напередодні вигукували Тома Попович і Пуніша Рачич на адресу Степана Радича, і зауважив, що голова скупщини Нінко Перич ніяк не відреагував на ці загрози. Наступним виступив Тома Попович і, не відмовляючись від своїх учорашніх слів, знову почав погрожувати Степану Радичу. Промова Томи Поповича викликала обурення опозиції, і спікер парламенту Нінко Перич оголосив перерву в засіданні.
Коли засідання розпочалося знову, спікер Нінко Перич надав слово Паніші Рачичу. У своєму виступі Рачич заявив, що сербські інтереси ще ніколи не були в більшій небезпеці, ніж зараз, і що він не буде утримуватися від використання зброї для захисту інтересів Сербії. На промову Рачича опозиція бурхливо реагувала, проте Степан Радич зберігав мовчання протягом усього засідання. Паніша Рачич, ігноруючи вигуки опозиціонерів, закінчив свій виступ закликом консолідувати державу. Коли Рачич вже повернувся на своє місце, хорватський депутат Іван Пернар крикнув: «Ви пограбували беїв!» (серб. „Опљачкали сте бегове!“), звинувачуючи Рачича у грабежі мусульманських будинків у Македонії. Рачич схопився з місця і, звертаючись до голови скупщини, промовив:
|  | «Будь ласка, пане голово, покарайте його. Якщо його ви не покараєте, я покараю його. Я особисто розправлюся з ним. Той, хто буде намагатися постати між Пернаром і мною — загине!» Оригінальний текст (серб.) «Молим вас, господине предсједниче, да га казните. Ако га ви не казните, ја ћу да га казним. Ја ћу лично да се обрачунам са њим. Ко год буде покушао да се стави између Пернара и мене — погинуће!» |

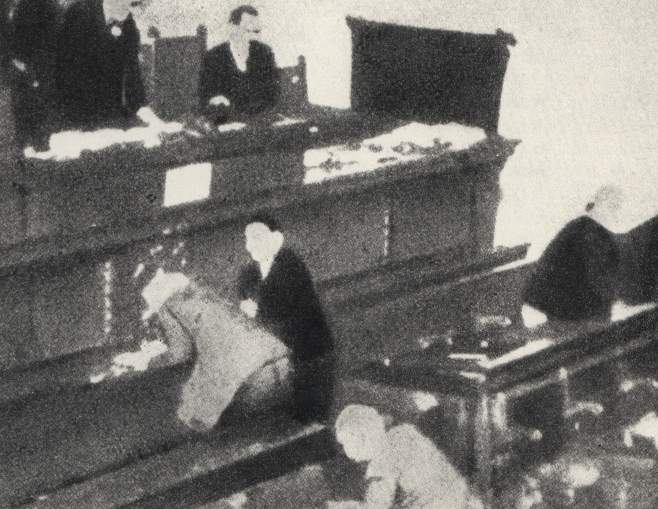
Пуніша Рачич у парламенті стріляє у представників Хорватської селянської партії, 20 червня 1928 року

Перич оголосив засідання закритим і швидко пішов із зали. В цей час Рачич піднявся на трибуну та дістав револьвер із кишені. Міністр юстиції Мілорад Вуїчич та колишній міністр релігії Драгомир Обрадович, що сиділи за трибуною, намагалися утримати Рачича, але той відштовхнув їх, погрожуючи вбити. Рачич звернувся до Івана Пернара з вимогою встати і вибачитись. У залі запанувала тиша, Пернар сидів на місці і мовчав. Після швидкоплинної паузи Пернар зробив рух у бік, і Рачич двічі вистрілив у Пернара. У залі почалася паніка. Потім Рачич прицілився в лідера Демократичної партії Светозара Прибичевича, але той пригнувся, і Рачич поцілив у хорватського депутата Джуро Басаричека, який біг до трибуни з наміром приборкати Рачича. Далі Рачич зробив кілька пострілів у бік Степана Радича. Першою кулею був поранений у руку Іван Граджа, який затулив Радича, але друга куля потрапила Радичу в живіт. Обидва поранених впали. Павел Радич, племінник Степана Радича, кинувся на допомогу своєму дядькові, але Рачич вистрілив у нього впритул. Зрештою Рачич спокійно залишив будівлю скупщини.
Джуро Басаричек і Павел Радич загинули відразу на місці. Пернар і Граджа були поранені, проте залишилися живими. Степан Радич із важким пораненням був відразу доставлений у лікарню, де його згодом відвідав король Олександр I. Під час відвідин Радич сказав Олександру, що в країні є тільки король і народ. Олександр пізніше інтерпретував це як заклик до встановлення королівської диктатури.
Після вбивства депутатів керівництво Хорватської селянської партії вирішило організувати мирні демонстрації в Загребі. В них взяло участь близько 30 тисяч жителів міста і навколишніх сіл. Мирні маніфестації перетворилися на бойові сутички з поліцією, які тривали 21 та 22 червня.
Лікування Степана Радича тривало кілька тижнів. Але важке поранення ускладнювалось поганим здоров'ям потерпілого. 8 серпня 1928 року Степан Радич помер у лікарні в Загребі від серцевого нападу. 12 серпня відбувся похорон Радича. 13 серпня головою Хорватської селянської партії був обраний Владко Мачек.
Після кривавої події у парламенті Паніша Рачич був оголошений поліцією у розшук, але через деякий час Рачич сам здався жандармерії і сказав, що він не мав жодного наміру тікати чи ховатися. За скоєні вбивства Пуніша Рачич був засуджений до ув'язнення.
Вбивство лідера Хорватської селянської партії Степана Радича ще більше розкололо сербів і хорватів, відносини між якими і так були прохолодними.

### Політична криза
Щоб знизити напругу у міжетнічних відносинах у країні король Олександр 28 липня 1928 року доручив лідеру Словенської народної партії Антону Корошецу сформувати новий кабінет міністрів. Уряд був складений із представників партій, які вже входили в попередній кабінет, проте особливістю нового уряду було те, що Корошец став першим несербським прем'єр-міністром королівства.
1 серпня 1928 року Народна скупщина була знову скликана, але представники Селянсько-демократичної коаліції бойкотували її роботу. Лідери парламентської опозиції опублікували в Загребі декларацію, в якій ішла мова про те, що Селянсько-демократична коаліція відмовляється брати участь у Народній скупщині, де «пролита кров наших друзів, товаришів, наших мучеників у боротьбі за рівність, рівноправність і людяність, поки не отримає задоволення і не будуть надані гарантії нашої рівності та рівноправності».
1 грудня 1928 р. виповнювалось 10 років з моменту створення Королівства Сербів, Хорватів і Словенців. Опозиційні партії бойкотували урочистості та організували демонстрації проти белградського уряду. Під час урочистого молебню в Загребському соборі група студентів вивісила
траурні хорватські прапори. Виникла сутичка з поліцією, внаслідок якої троє студентів були вбиті. У Загребському університеті розпочався студентський страйк.
30 грудня 1928 року уряд Корошеца подав у відставку. З приводу формування нового кабінету король провів кілька консультацій з лідерами парламентських партій, але остаточного рішення не прийняв. Складна політична ситуація — заблокований парламент та урядова криза — стала причиною подальших рішучих дій короля Олександра.

## Диктатура

### Проголошення
6 січня 1929 року був опублікований королівський маніфест, в якому проголошувалось встановлення в країні нового політичного режиму. Вся повнота влади переходила до короля, і в маніфесті Олександр виправдовував це рішення. «Усі корисні установи в державі, — говорилося в маніфесті, — їх прогрес, а також розвиток всього нашого державного життя поставлені під загрозу». «Святим обов'язком» монарха маніфест оголошував «захист державної та народної єдності» шляхом встановлення абсолютистського режиму. Тільки монарх був здатний вивести країну з глухого кута, в який її завів конституційно-парламентський лад — така була головна теза королівського маніфесту. Олександр проголосив, що між королем та народом «не може і не повинно бути більше посередників» (серб. „не може и не сме бити више посредника“).
Одночасно з маніфестом був виданий «Закон про королівську владу і верховне державне управління», яким Королівство Сербів, Хорватів та Словенців оголошувалося спадковою монархією. Король скасував Відовданську Конституцію та розпустив Народну Скупщину. Згідно закону король брав на себе законодавчу та виконавчу владу, ставав верховним головнокомандувачем збройних сил, представляв країну в стосунках з іншими державами. Король отримав право призначати і зміщувати міністрів і членів державного суду, які повинні були звітувати перед королем і приносити йому присягу. Монарху надавалося виключне право видання законів. Його особистість оголошувалася недоторканною, король ні перед ким не ніс відповідальності за свої дії.
Олександр I вніс зміни в «Закон про захист держави», прийнятий ще 1 серпня 1921 року. Політичній поліції королівства надавались виняткові повноваження у переслідуванні противників диктатури. Репресії проти політичних опонентів режиму були посилені. Запроваджувалася смертна кара, терміни каторжних робіт збільшувалися до 20 років. Передбачалось суворе покарання за розповсюдження друкованих видань, публікацію книг, газет, плакатів, які містять «підбурювання до насильства проти державної влади» і загрожують «громадському спокою», які проповідують необхідність зміни політичного та соціального ладу в Югославії. Державним злочином оголошувалася будь-яка допомога організації, що ставила своєю метою «підготовку революції або насильницької зміни політичної системи». Заборонялися і розпускалися політичні партії та організації, що мали на меті зміну існуючого режиму або «носять релігійний і національний характер». Належність до подібних партій або організацій каралася тюремним ув'язненням. Основною ціллю переслідування стала нелегальна Комуністична партія Югославії. Дія нового закону поширювалася на більшість політичних партій, у тому числі Хорватську селянську партію, Югослов'янську мусульманську організацію, Словенську народну партію. Заборонялось використання національної символіки етнічних груп Югославії.
7 січня 1929 р. король Олександр головою нового уряду призначив генерала Петара Живковича.
11 січня 1929 р. при Апеляційному суді в Белграді був створений Державний суд для захисту держави.
Більшість югославських політиків зустріла маніфест короля і перші дії уряду Живковича як логічний наслідок політичної ситуації, що склалася в країні. Сербська опозиція поставилась до введення диктатури, як до закономірності. Згідно з законом про заборону та розпуск партій і об'єднань сербські опозиційні політики в основному без активного опору пішли з політичної арени.
11 січня 1929 року був опублікований «Закон про зміну закону про громади та обласне самоврядування», який ліквідував виборність органів самоврядування по всій країні. Місцеві органи влади повинні були призначатися королівськими чиновниками, так званими великими жупанами. На керівні цивільні посади були призначені військові, зокрема, в Хорватії та Старій Сербії.

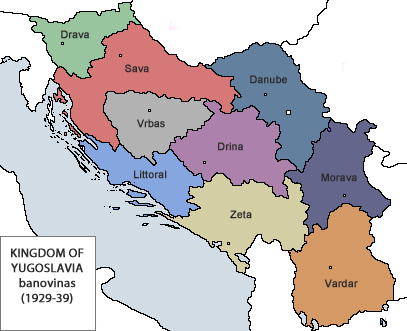
Адміністративний поділ Королівства Югославія, 3 жовтня 1929 р.

Олександр I проголосив поширення ідеології «інтегрального югослав'янства» (серб. „интегралног југословенства“). Були дозволені нові та існуючі організації, які сприяли югослав'янству: Югославська акція, Сокіл Королівства Югославія, Національна оборона, Асоціація четників за свободу і честь Вітчизни та інші.
3 жовтня 1929 р. був прийнятий «Закон про назву та поділ Королівства на адміністративні райони» (серб. Закон о називу и подели Краљевине на управна подручја). Першим параграфом цього закону замість Королівства Сербів, Хорватів і Словенців було проголошено Королівство Югославія. Нова назва мала символізувати «національну єдність» населення країни. У другому параграфі закону впроваджувався адміністративний поділ держави на 9 бановин (серб. бановина) і один столичний округ. Адміністративна реформа знищила колишній поділ країни на 33 області. Новий поділ території вже не враховував меж розселення основних етнічних груп населення та ліквідовував старі кордони історичних регіонів Югославії. У нових адміністративних одиницях, що примикали до Дунаю, Дрини, Морави та Врбасу, і в Зетськой бановині штучно створювалась сербська більшість населення.

### Влада і політичні опоненти
Під час диктатури в країні були обмежені політичні свободи. Поліція розпочала боротьбу з забороненими радикальними групами хорватських та македонських націоналістів, албанських та чорногорських сепаратистів і, на сам перед, комуністів, які готувались до збройного повстання в Югославії. В період з 1929 по 1932 роки близько 400 членів югославської компартії і комсомолу були вбиті.
20 квітня 1929 року лідерами двох націоналістичних угруповань  Усташа-Хорватський революційний рух та ВМОРО була проголошена Софійська декларація, яка закликала до встановлення незалежності Хорватії та Македонії.
25 квітня 1929 року на югославсько-австрійському кордоні після чотирьох днів допитів та тортур югославською поліцією були вбиті лідер Комуністичної партії Югославії Джуро Джакович та секретар югославської секції Міжнародної організації допомоги борцям революції (МОПР) Нікола Хечимович.
22 грудня 1929 року лідер Хорватської селянської партії Владко Мачек був заарештований і провів тривалий час у в'язниці, проте був звільнений 14 червня 1930 р. без пред'явлення звинувачень.
6 вересня 1932 року усташі невдало намагалися підняти повстання у Велебіті, проте це мало потужний пропагандистський ефект.

## Кінець диктатури
В економічному відношенні дії королівського уряду були невдалими. У тому ж році, коли диктатура була проголошена, в світі вибухнула Велика економічна криза, яка вдарила також і по Югославії. Уряд сприяв тільки розвитку великого капіталу. Диктатура мала дуже вузьку соціальну та політичну базу. Ідеологія знищення національних відмінностей викликало у населення лише протилежний ефект.

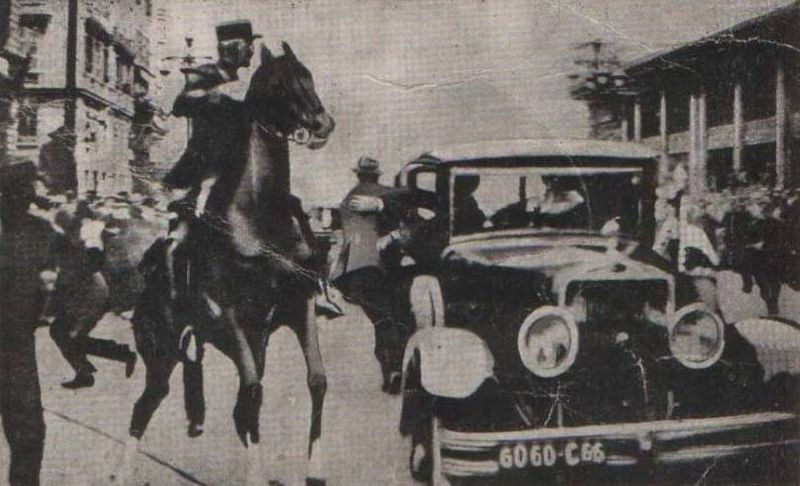
Вбивство короля Олександра I в Марселі, 9 жовтня 1934 року

Зростаюча протидія королівській внутрішній політиці з боку різних національно-політичних угрупувань змусила Олександра ввести 3 вересня 1931 р. нову конституцію, яка проголошувала парламентський режиму правління і формально припиняла дію диктатури «6 січня», але зберігала за королем усю повноту влади. Усі видані до цього часу надзвичайні королівські декрети залишалися дійсними. За конституцією парламент складався з двох палат. Вибори до Народної Скупщини й сенату проводилися відкритим голосуванням. Половина членів сенату призначалася королем. За новим виборчим законом у виборах 8 листопада 1931 р. взяв участь лише один список на чолі з Петаром Живковичем.
Фактично диктатура припинала існування з загибеллю короля Олександра I. 9 жовтня 1934 року Олександр I і французький міністр закордонних справ Луї Барту були застрелені в Марселі Владо Черноземськім, бойовиком македонської терористичної організації ВМОРО, пов'язаної з хорватськими усташами.
5 травня 1935 року були проведені перші після 1927 року парламентські вибори.